# Tétrabromure de titane
Le tétrabromure de titane, ou bromure de titane(IV), est un composé chimique de formule TiBr4. Il s'agit d'un solide à bas point de fusion formant des cristaux jaune ambré. Très hygroscopique, il s'hydrolyse en dioxyde de titane TiO2 et bromure d'hydrogène HBr. Il s'agit d'un acide de Lewis diamagnétique très soluble dans les solvants apolaires. Sa cristallisation à partir d'un bain de fusion donne une structure cristalline semblable à celle de l'iodure d'étain(IV) (en) SnI4 dans le système cubique selon le groupe d'espace Pa3 (no 205) avec pour paramètre a = 1 130,0 pm. Au cours du stockage a lieu une transition de phase progressive vers un polymorphe semblable au bromure d'étain(IV) SnBr4, dans le système monoclinique selon le groupe d'espace P21c (no 14) avec les paramètres a = 1 017 pm, b = 709 pm, c = 1 041 pm et β = 101,97°,.

## Synthèse
Le tétrabromure de titane peut être obtenu en faisant réagir du tétrachlorure de titane TiCl4 avec du bromure d'hydrogène HBr :
TiCl4 + 4 HBr ⟶ TiBr4 + 4 HCl.
Il existe d'autres réactions possibles :
Ti + 2 Br2 ⟶ TiBr4 ;
TiO2 + 2 C + 2 Br2 ⟶ TiBr4 + 2 CO (voir procédé Kroll) ;
3 TiCl-4 + 4 BBr3 ⟶ 3 TiBr4 + 4 BCl3.
Un tétrabromure de titane très pur peut être préparé en faisant réagir du bromure de plomb(II) PbBr2 avec du titane :
2 PbBr2 + Ti ⟶ 2 Pb + TiBr4.

## Réactions
Le tétrabromure de titane forme des adduits tels que TiBr4(THF)2 et [TiBr5]− ainsi que des adduits pentacoordonnés avec les ligands donneurs volumineux tels que la 2-méthylpyridine (2-MePy) ; l'adduit TiBr4(2-MePy) présente une géométrie bipyramidale trigonale avec la pyridine dans le plan équatorial.
TiBr4 est également utilisé comme catalyseur acide de Lewis en synthèse organique.
TiBr4 et TiCl4 réagissent l'un avec l'autre à travers une réaction de redistribution qui donne un mélange de tétrahalogénures TiBr4−xClx avec 0 < x < 4 selon un mécanisme qui n'est pas élucidé et pourrait faire intervenir des dimères.